# Стоян Максим Анатолійович
Максим Анатолійович Стоян (* 19 серпня 1980, с.Гребінки) — український футболіст, захисник українського клубу першої ліги «Арсенал» Біла Церква. Старший брат українського футболіста Дениса Стояна.